# 羅茲蒂斯內
50°51′53″N 30°17′8″E / 50.86472°N 30.28556°E
羅茲蒂斯內（羅馬化：Roztisne）是位於烏克蘭北部的村莊，由基辅州维什霍罗德区的德梅爾市鎮負責管轄。該村始建於1874年，面積0.2平方公里，海拔高度135米，2001年人口33，人口密度每平方公里165人。